# ОШ „Сестре Павловић” Белановица
ОШ „Сестре Павловић” у Белановици, насељеном месту на територији општине Љиг, по писаним документима са списком имена учитеља и ђака постоји од 1815. године, што се узима као почетак развоја прве школе. Док је најстарија школа плетара, направљена од прућа и облепљена блатом, радила при шутачкој цркви брвнари, постојала од 1789. године.
Данашња школа је добила име 1961. године по сестрама Дринки и Даринки које су рођене у Белановици, а стрељане у логору на Бањици, маја 1943. године.

## Историјат школе
У периоду након Другог српског устанка, 1818. године, школа је радила у селу Драгољ у воденици качарског војводе Арсенија Ломе. Помиње се постојање школе пре 1839. године, касније је школа направљена код општине.
Друга школа саграђена је 1864. године, кад и црква Покрова Пресвете Богородице, као једна од најлепших и најмодернијих школа у то време у Србији. Њу су похађали из више качерских села, јер је тада била једина у овом крају. На школи су рађене адаптације 1939. и 1944. године. Током 1972. године на школи је замељен стари цреп, једно крило је адаптирано за потребе библиотеке, а у школи су радила одељења нижих разреда. Стара школа је престала са раом 1984. године, када је кров оштећен под великим теретом снега.
Нова, данашња зграда школе у Белановици, почела је да се гради 1960. године, да би прве ученика примила 1964. године. У свом саставу има ђачку кухињу и дечији вртић. Као матична школа има издвојена одељења у Живковцима, Калањевцима, Шутцима, Козељу и Пољаницама.